# Small Axe (mini-série)
Pour l’article homonyme, voir Small Axe.
Small Axe, ou Ensemble debout au Québec, est une mini-série en cinq parties de 63 à 127 minutes réalisée par Steve McQueen et diffusée du 15 novembre 2020 au 13 décembre 2020 sur BBC One, et sur Amazon Prime Video dans le reste du monde. Elle explore la vie et l'influence historique de la communauté antillaise de Londres des années 1960 aux années 1980. Le titre fait référence à la chanson éponyme Small Axe (en) de Bob Marley, et à un proverbe jamaïcain : « If you are the big tree, we are the small axe ».
La série, sélectionnée en compétition officielle à Cannes, a reçu le label du Festival de Cannes 2020. 
Steve McQueen l'a dédiée à « George Floyd et à tous les autres Noirs, visibles ou invisibles, qui ont été tués pour ce qu'ils étaient, aux États-Unis, au Royaume-uni et partout ailleurs ».

## Synopsis
Les cinq films sont indépendants scénaristiquement les uns des autres.
- Le premier épisode, Mangrove, est centré sur les Mangrove Nine. Ces neuf activistes noirs britanniques sont jugés pour incitation à l'émeute à la suite de la manifestation du 9 août 1970 contre le ciblage raciste de la police de Notting Hill à l'encontre du restaurant Le Mangrove[4].
- Le deuxième épisode, Lovers Rock (en), porte sur la rencontre de deux amants lors d'une house party reaggae dans le Londres de 1980[4]. Il est dédié à « tous les amoureux et rockeurs ».
- L'épisode Red, White and Blue met en scène John Boyega dans le rôle de Leroy Logan (en), un officier de la police de Londres qui a fondé la Black Police Association (en) et tenté de réformer la police de l'intérieur.
- L'épisode Alex Wheatle (en) met en scène Sheyi Cole dans le rôle d'Alex Wheatle (en), un romancier britannique noir qui a été condamné à une peine d'emprisonnement après le soulèvement de Brixton en 1981.
- L'épisode 5, Education, est basé sur des événements réels survenus dans les années 1970, lorsque certains conseils municipaux londoniens ont appliqué une politique officieuse consistant à transférer un nombre disproportionné d'enfants noirs de l'enseignement ordinaire vers des écoles pour les enfants dits « inférieurs à la normale sur le plan éducatif »[5],[6]. Cette pratique a été dénoncée par le pédagogue Bernard Coard dans son pamphlet de 1971 intitulé How the West Indian Child is Made Educationally Sub-normal in the British School System.

## Distribution

### Mangrove
- Letitia Wright (VF : Aurélie Konaté ; VQ : Catherine Brunet) : Altheia Jones-LeCointe
- Malachi Kirby (VQ : Gabriel Lessard) : Darcus Howe
- Shaun Parkes (VQ : Widemir Normil) : Frank Crichlow
- Rochenda Sandall (VF : Déborah Claude ; VQ : Alice Pascual) : Barbara Beese
- Nathaniel Martello-White (VQ : Martin Desgagné) : Rhodan Gordon
- Darren Braithwaite : Anthony Carlisle Innis
- Richie Campbell : Rothwell Kentish
- Duane Facey-Peason : Rupert Boyce
- Jumayn Hunter (VF : Sourou Ouadodji) : Godfrey Millett
- Jack Lowden (VQ : Nicolas Charbonneaux-Collombet) : Ian Macdonald
- Sam Spruell (VQ : Louis-Philippe Dandenault) : l'Agent de Police Frank Pulley
- Alex Jennings (VF : Gérard Darier ; VQ : Jacques Lavallée) : Juge Edward Clarke
- Samuel West (VF : Jean-Pascal Quilichini ; VQ : François-Simon Poirier) : Mr. Hill
- Gershwyn Eustache Jr. (VF : John Kokou) : Eddie LeCointe
- Gary Beadle (VQ : Didier Lucien) : Dolston Isaacs
- Richard Cordery : Mr. Croft
- Derek Griffiths (VF : Thierry Desroses) : C. L. R. James
- Jodhi May (VF : Maëlle Genet) : Selma James
- Llewella Gideon (VF : Daria Levannier) : Tante Betty
- Thomas Coombes : PC Royce
- Joseph Parkes : PC Dixon
- Tahj Miles : Kendrick Manning
- Michelle Greenidge : Mme Manning
- Joe Tucker : Officier de Justice
- James Hillier : l'Inspecteur en Chef de la Police
- Stephen O'Neill : le Magistrat
- Ben Caplan : Mr. Stedman
- Stefan Kalipha : Le joueur de carte
- Jay Simpson (VF : Loïc Guingand) : un officier
- Doreen Ingleton : Mme Tetley
- Akbar Kurtha : Dr Chadee
- Shem Hamilton : Benson
- Tayo Jarrett : Linton
- Tyrone Huggins (VF : Jean-Paul Pitolin) : Granville

### Lovers Rock
- Micheal Ward (en) (VQ : Iannicko N'Doua-Légaré) : Franklyn
- Amarah-Jae St. Aubyn (en) (VF : Amélia Ewu ; VQ : Florence Blain Mbaye) : Martha
- Kedar Williams-Stirling (VF : Jhos Lican) : Clifton
- Shaniqua Okwok : Patty
- Ellis George : Cynthia
- Francis Lovehall (VF : Eilias Changuel) : Reggie
- Daniel Francis-Swaby : Bammy
- Alexander James-Blake (VF : Vincent Touré) : Parker B
- Kadeem Ramsay (VF : Jean-Michel Vaubien ; VQ : Anglesh Major) : Samson
- Romario Simpson : Lizard
- Jermaine Freeman : Skinner
- Marcus Fraser : Jabba
- Saffron Coomber (VF : Aurélie Konaté) : Grace
- Frankie Fox : Eddie Marks
- Dennis Bovell : Milton

### Red, White and Blue
- John Boyega (VF : Diouc Koma ; VQ : Xavier Dolan) : Leroy Logan
  - Nathan Vidal : Logan (jeune)
- Steve Toussaint (VF : Thierry Desroses ; VQ : Fayolle Jean Jr.) : Ken Logan
- Joy Richardson : Mme Logan
- Neil Maskell (VF : Patrice Dozier) : l'Inspecteur Willis
- Stephen Boxer : L'Inspecteur en Chef
- Calum Callaghan : PC Beck
- Conor Lowson : TPC David
- Assad Zaman : PC Asif Kamali
- Antonia Thomas (VF : Aurélie Konaté ; VQ : Geneviève Bédard) : Gretl
- Liam Garrigan : Greeg Huggan
- Tyrone Huntley : Leee John
  - Jaden Oshenye : Leee (jeune)
- Nadine Marshall : Jesse John
- Mark Stanley (VF : Jérémy Bardeau) : Ed Harrigan
- Seroca Davis : Hyacinth

### Alex Wheatle
- Sheyi Cole (VF : Jhos Lican ; VQ : Lyndz Dantiste) : Alex Wheatle
  - Asad-Shareef Muhammad : Alex Wheatle (jeune)
- Robbie Gee (VF : Jean-Paul Pitolin ; VQ : Normand D'Amour) : Simeon
- Johann Myers : Cutlass Rankin
- Jonathan Jules (VQ : Hugolin Chevrette-Landesque) : Dennis Isaacs
- Elliot Edusah : Valin
- Khali Best (VQ : Nicholas Savard L'Herbier) : Badger
- Fumilayo Brown-Olateju (VF : Périne Lislet) : Dawn

### Education
- Kenyah Sandy (VQ : Jacob Lemieux) : Kingsely Smith
- Sharlene Whyte (VF : Virginie Emane ; VQ : Marie-Evelyne Lessard) : Agnes Smith
- Tamara Lawrance (VQ : Marguerite d'Amour) : Stephanie Smith
- Daniel Francis : Esmond Smith
- Josette Simon (VQ : Marika Lhoumeau) : Lydia Thomas
- Naomi Ackie (VF : Périne Lislet ; VQ : Éveline Gélinas) : Hazel
- Ryan Masher : Joseph
- Jairaj Varsani : Sajid
- Tabitha Byron : Sheila
- Roshawn Hewitt : Baz
- Aiyana Goodfellow : Nina
- Nathan Moses : Ashley
- Jo Martin (VQ : Hélène Mondoux) : Mme Tabitha Bartholomew
- Kate Dickie (VF : Natacha Muller) : Melle Gill
- Stewart Wright : Mr. Baines
- Jade Anouka (VF : Déborah Claude) : Mme Morrison
- Adrian Rawlins (VF : Bernard Bollet) : Directeur Evans
- Nigel Boyle : Mr. Hamley

 Source et légende : version française (VF) sur RS Doublage
 Source et légende : version québécoise (VQ) sur Doublage.qc.ca

## Distinctions

### Récompense
- Golden Globes 2021 : Meilleur acteur dans un second rôle dans une série, une mini-série ou un téléfilm pour John Boyega
- Critics' Choice Television Award 2021 : Meilleur acteur dans une mini-série ou un téléfilm pour John Boyega

### Nomination
- Golden Globes 2021 : Meilleure mini-série ou meilleur téléfilm

### Sélection
- Deux des films-épisodes Mangrove et Love Rocks sont retenus en sélection officielle au Festival de Cannes 2020, qui n'a pas lieu du fait du confinement en France, laissant toutefois les deux films avec un label du festival[9],[10].